# Неледвя
Неледвя (пол. Nieledwia) — село в Польщі, у гміні Мілювка Живецького повіту Сілезького воєводства.
Населення — 991 особа (2011).
У 1975-1998 роках село належало до Бельського воєводства.

## Демографія
Демографічна структура станом на 31 березня 2011 року:
|          | Загалом | Допрацездатний вік | Працездатний вік | Постпрацездатний вік |
| -------- | ------- | ------------------ | ---------------- | -------------------- |
| Чоловіки | 491     | 99                 | 329              | 63                   |
| Жінки    | 500     | 100                | 276              | 124                  |
| Разом    | 991     | 199                | 605              | 187                  |